# Batracomorphus mettus
Batracomorphus mettus är en insektsart som beskrevs av Knight 1983. Batracomorphus mettus ingår i släktet Batracomorphus och familjen dvärgstritar. Inga underarter finns listade i Catalogue of Life.